# Museo archeologico regionale eoliano
Il museo archeologico regionale eoliano "Luigi Bernabò Brea" è ubicato nel complesso del Castello che domina l'isola di Lipari ed è intitolato a Luigi Bernabò Brea, grande archeologo e Soprintendente della Sicilia Orientale (1939-1973).

## Storia

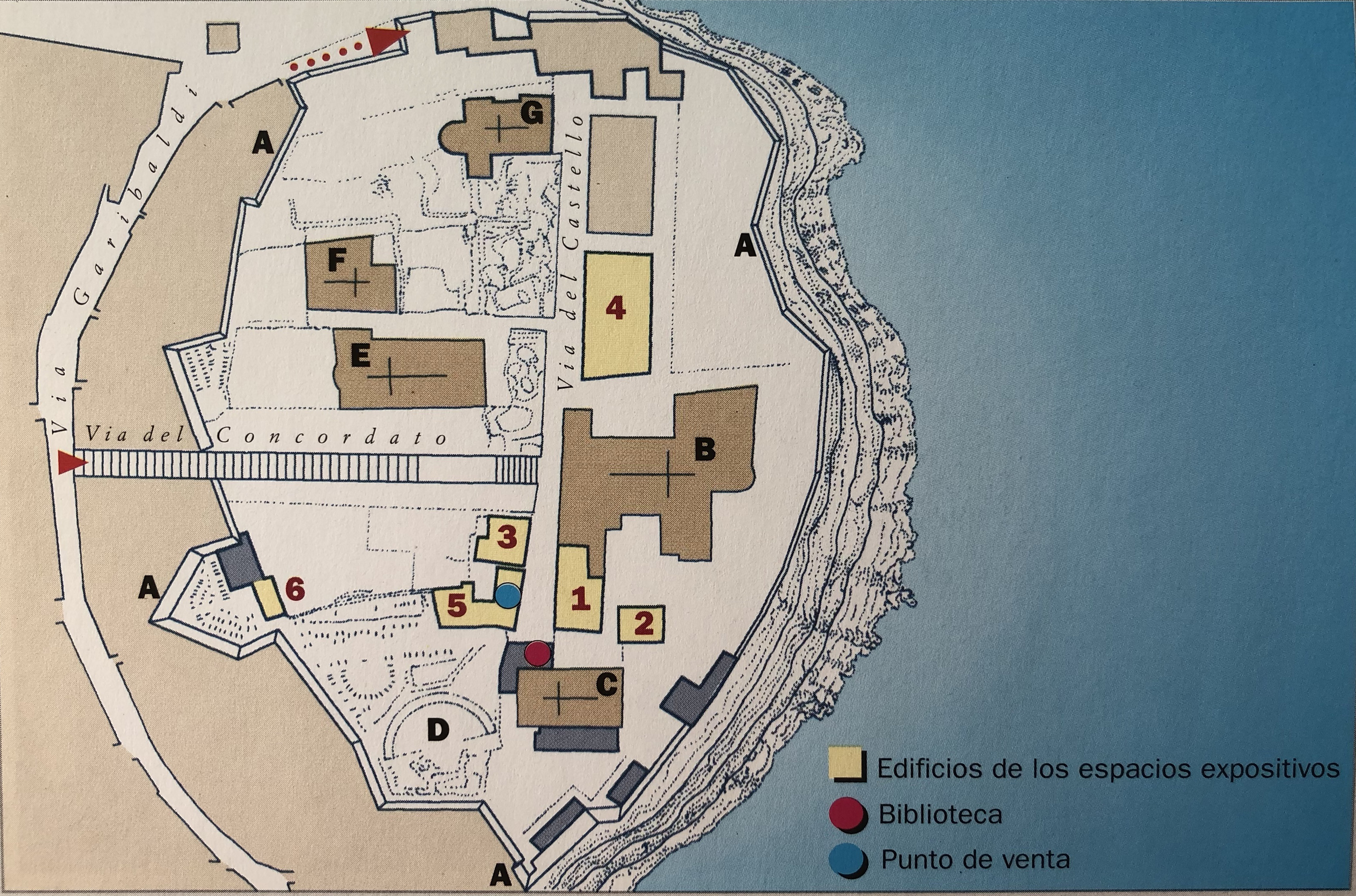
Pianta del Museo di Lipari:
1. Sezione preistorica
2. Sezione epigrafica
3. Sezione delle isole minori
4. Sezione di archeologia classica
5. Sezione vulcanologica
6. Sala di paleontologia del quaternario
A: fortificazione di epoca spagnola
B: Cattedrale di S. Bartolomeo e monastero
C: Chiesa della Madonna delle Grazie
D: Parco archeologico
E: Chiesa di Maria SS Immacolata
F: Chiesa di Maria SS Addolorata
G: Chiesa di Santa Caterina

Il museo è stato realizzato nel secondo dopoguerra (1954) e contiene, per la maggior parte, reperti archeologici provenienti da sistematiche campagne di scavo, condotte dagli archeologi Luigi Bernabò Brea e Madeleine Cavalier, nel territorio delle isole Eolie.
È costituito da oltre 40 sale, ubicate in diversi edifici del complesso del Castello, e suddiviso in diverse sezioni:
- Preistorica: la preistoria di Lipari e la fondazione greca di Lipara;
- Sezione classica: dedicata ai materiali di età arcaica, classica,[2] romana e bizantina. Sala dell'archeologia subacquea;
- Epigrafica: cippi e steli funerarie della necropoli greco-romana di Lipari;
- Delle Isole minori: reperti preistorici delle isole minori (Punta Milazzese a Panarea, Capo Graziano a Filicudi);
- Vulcanologica: geomorfologia e vulcanismo delle Eolie;
- Paleontologica: del quaternario.

Negli ambienti sono esposti strutture architettoniche, esempi di scultura in marmo e pietra, corredi funerari, vasi, cippi, steli tombali e sarcofagi in pietra che testimoniano la vita della polis e l'evoluzione del culto dei defunti. Inoltre ceramiche di tipi e fogge varie, maschere teatrali e statue fittili.
Fanno parte dell'istituzione:
- biblioteca di arte e archeologia;
- ex chiesa di Santa Caterina d'Alessandria per mostre e convegni;
- ex ostello della gioventù, sede della mostra permanente sulla storia degli scavi e del Museo;
- sala didattica;
- sala lettura;
- ex carcere.

Esistono poi due sezioni staccate del museo ubicate sulle isole di Panarea e Filicudi e molti materiali sono esposti nell'Antiquario Civico di Salina.
I materiali, datati dalla preistoria ai nostri giorni in lingua italiana e inglese, che rende fruibile la conoscenza dello stesso contestualizzata al luogo del ritrovamento.

## Padiglioni
Nei padiglioni sono ubicate le sezioni:

### Preistorica
La sede della sezione è nel padiglione costituito dalle strutture dell'antico palazzo vescovile costruito nel XVIII secolo adiacente alla concattedrale di San Bartolomeo, fabbriche parzialmente edificate sulle vestigia del monastero normanno.
Sale I - IX: la preistoria allestita negli ambienti attraverso le culture presenti sull'isola dai primi insediamenti umani del Neolitico (5500 - 5000 a.C.) fino all'inizio dell'età del ferro (900 a.C.). La cultura di Stentinello, l'Ossidiana, la ceramica tricromica, la cultura di Serra d'Alto, la cultura di Diana, la cultura di Pianoconte, la cultura di Piano Quartara, la cultura di Capo Graziano, l'età del bronzo, la cultura del Milazzese, Ausonio I, Ausonio II.
Sala X: la città di Lipari in età greco e romana.

### Sezione classica

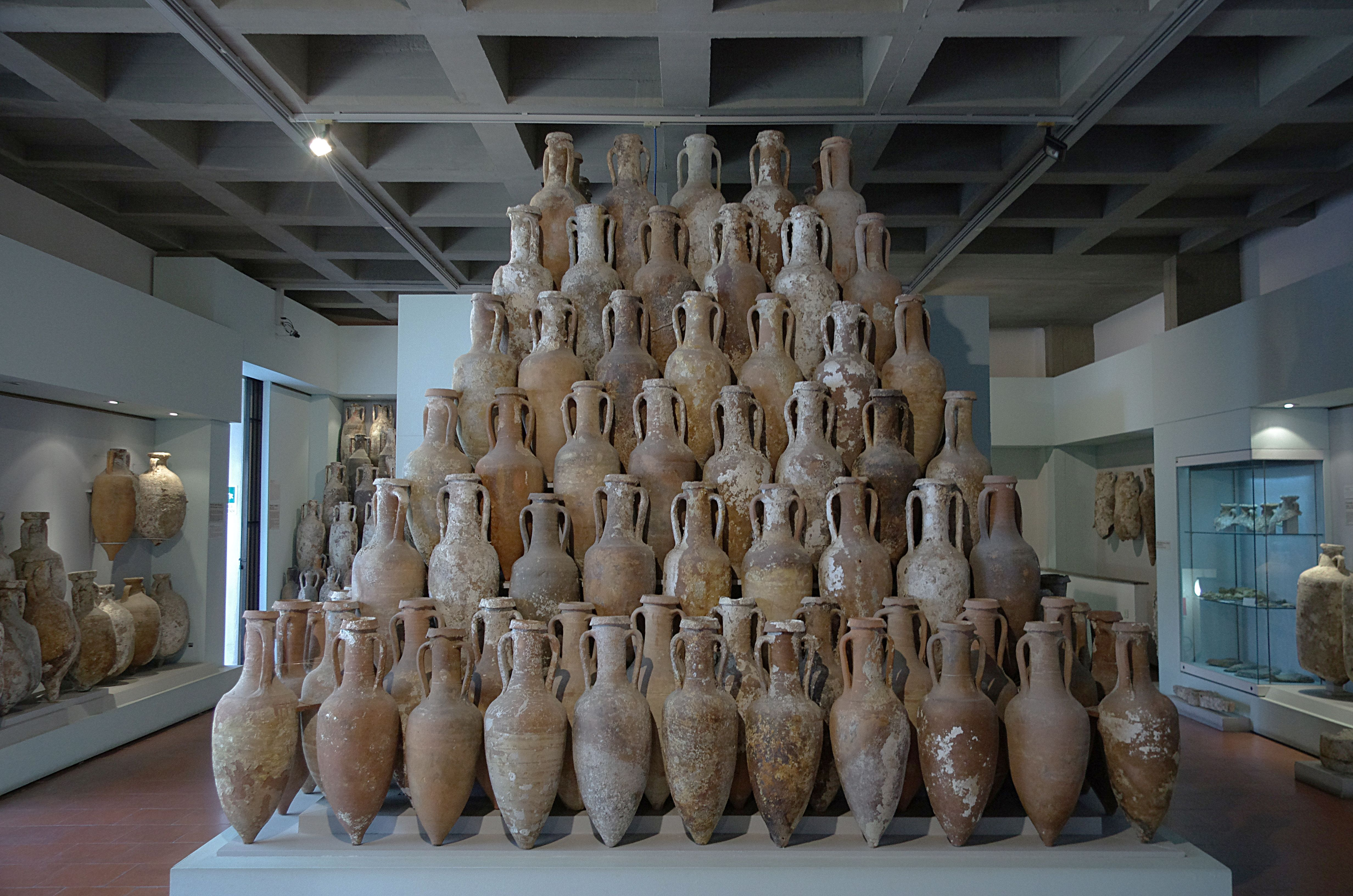
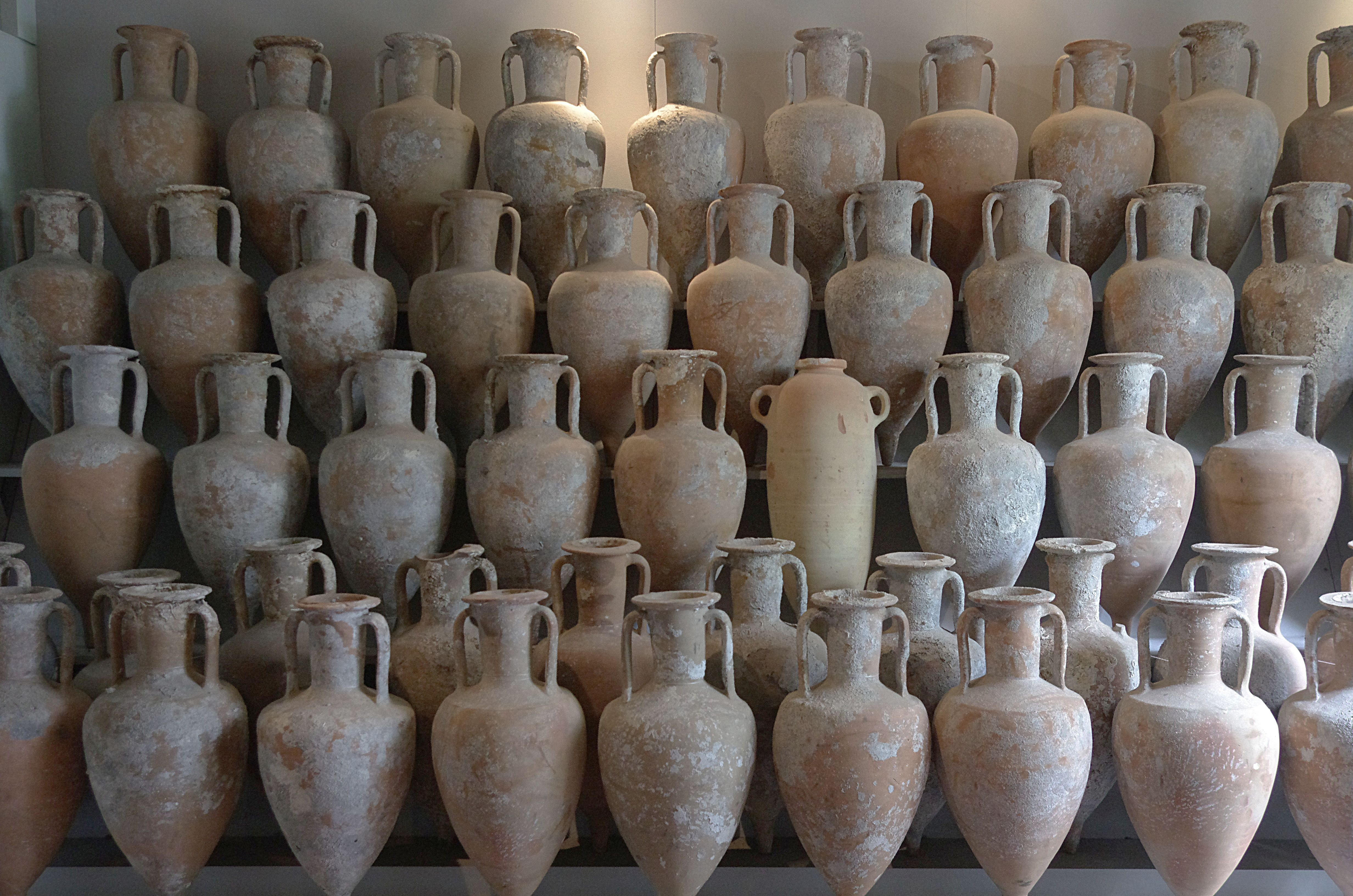
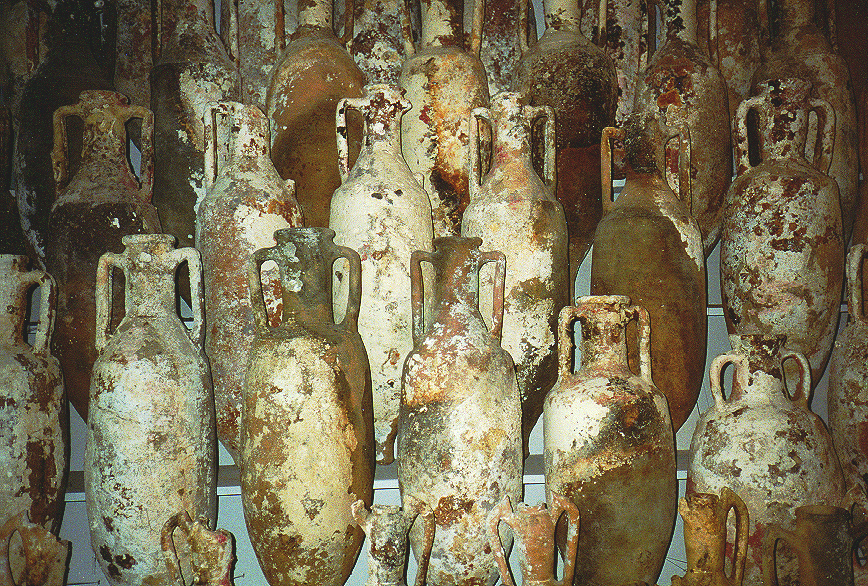
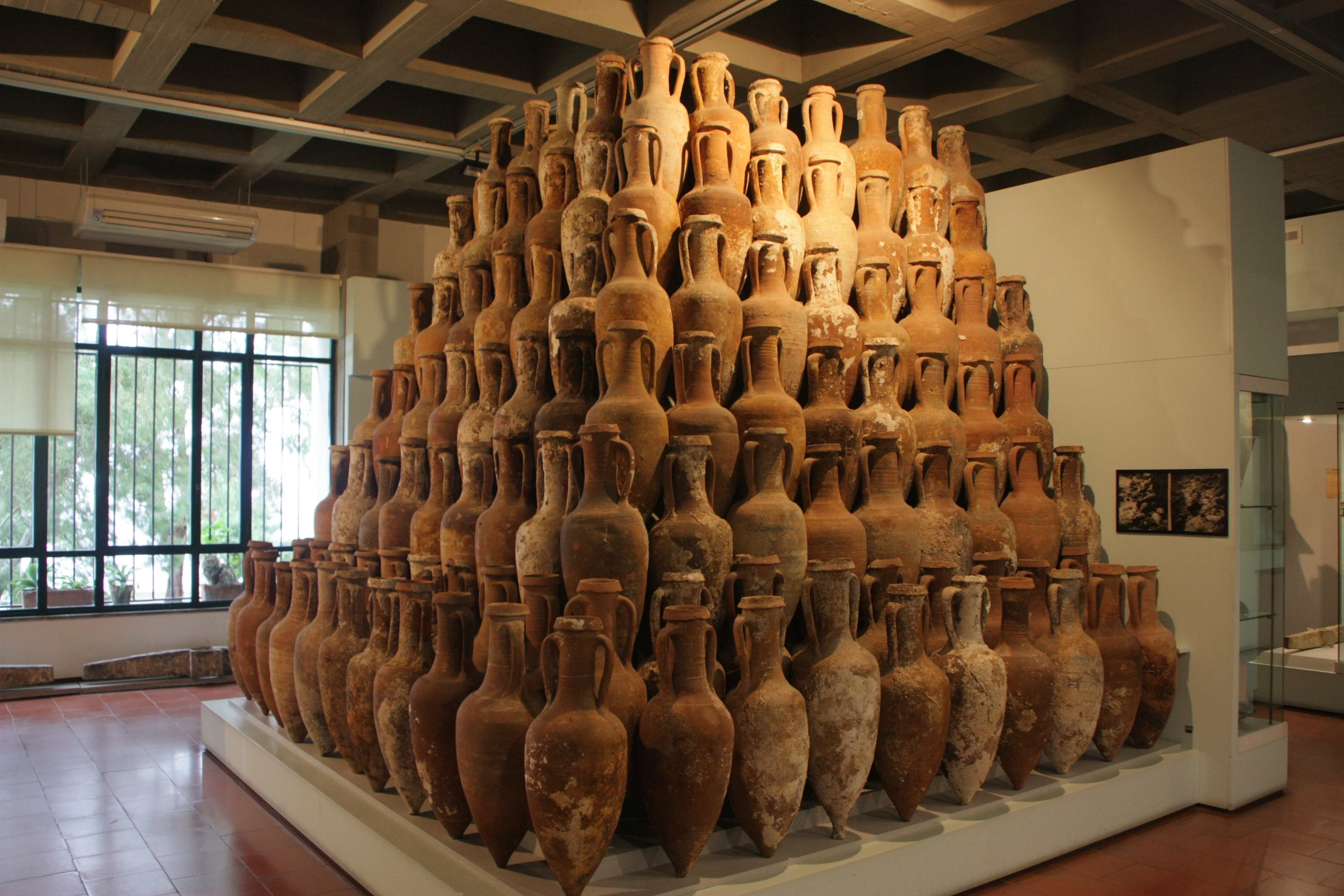

Sale XVII - XXVII: Padiglione età greco e romana ubicato nella struttura posta a settentrione rispetto alla concattedrale. Fabbriche adibite a campo di confino, in seguito a ostello della gioventù.
- Sala XIX: la necropoli di piazza Monfalcone oggi piazza Salvatore Luigi d'Austria.
- Sala XX: la necropoli di Lipari in età greco e romana.

Sarcofagi, tombe, cippi, lastre, vasi cinerari, crateri, anfore.
- Sale XXI - XXV: Corredi.

Ceramiche, crateri e vasellame decorato e dipinto con riferimento al pittore di Lipari, pittore di Siracusa 47099, Pittore dei cigni, Pittore di Cefalù, pittore Mad-Man, Pittore NYN, pittore della Sphendone bianca.

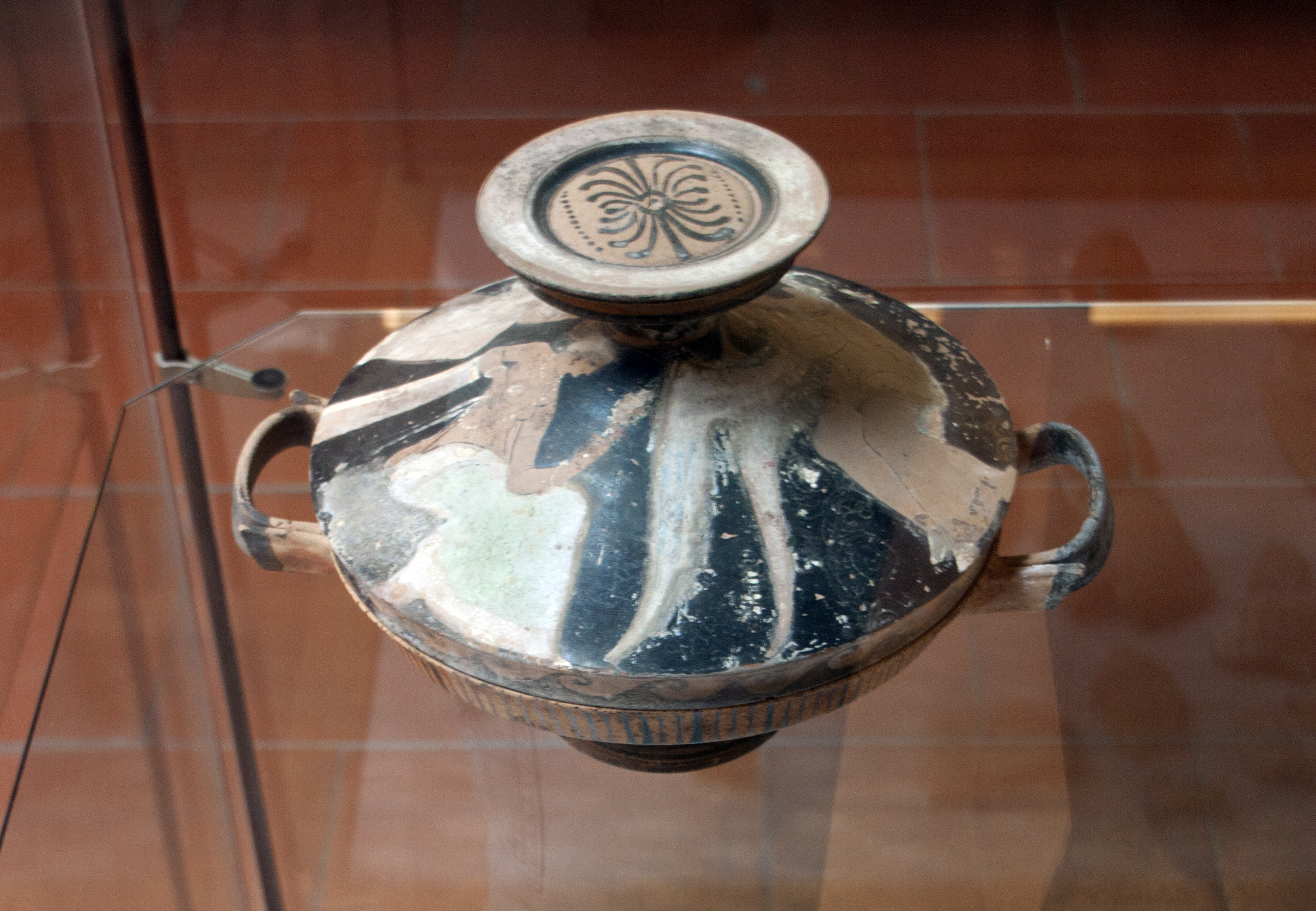
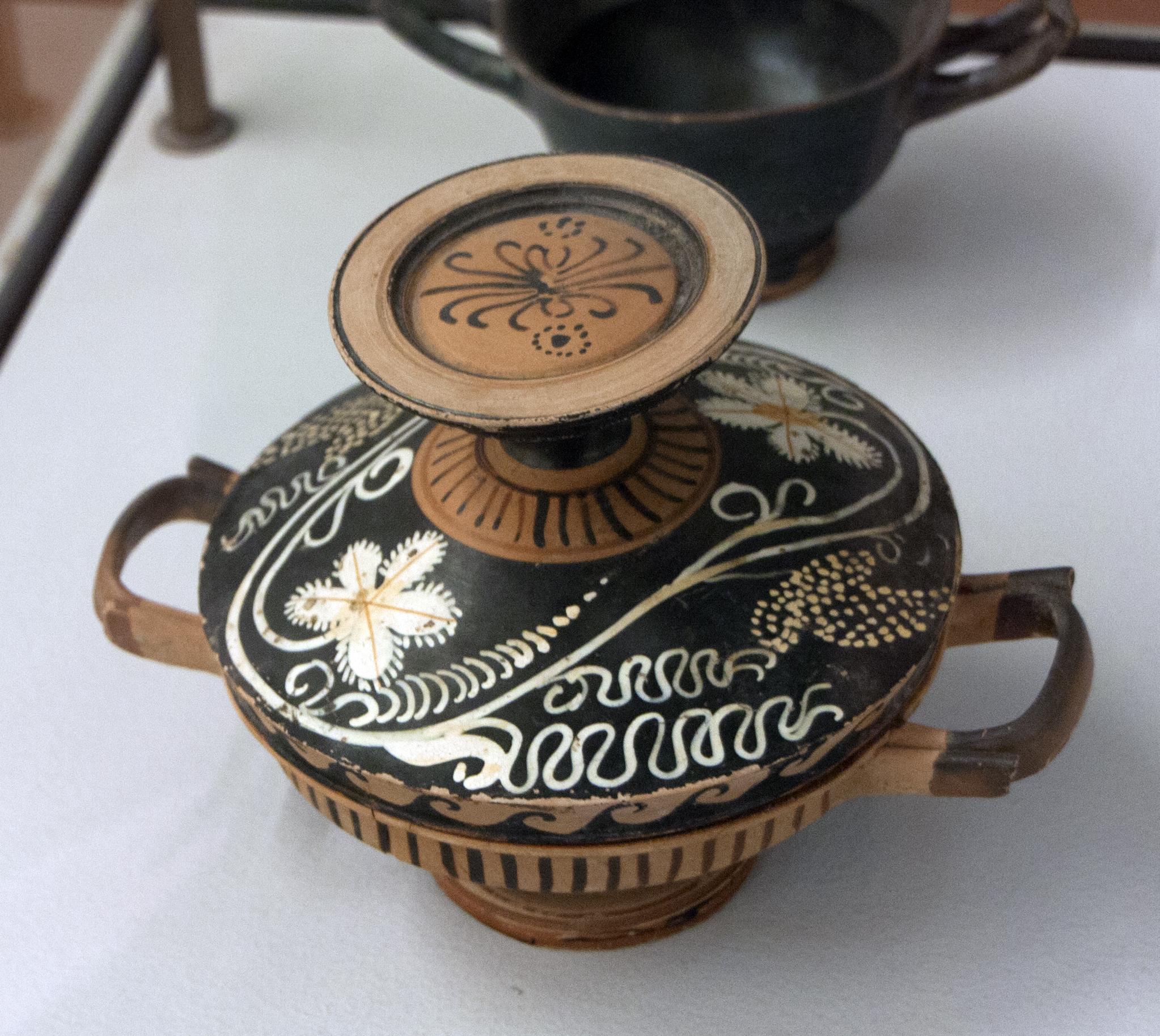
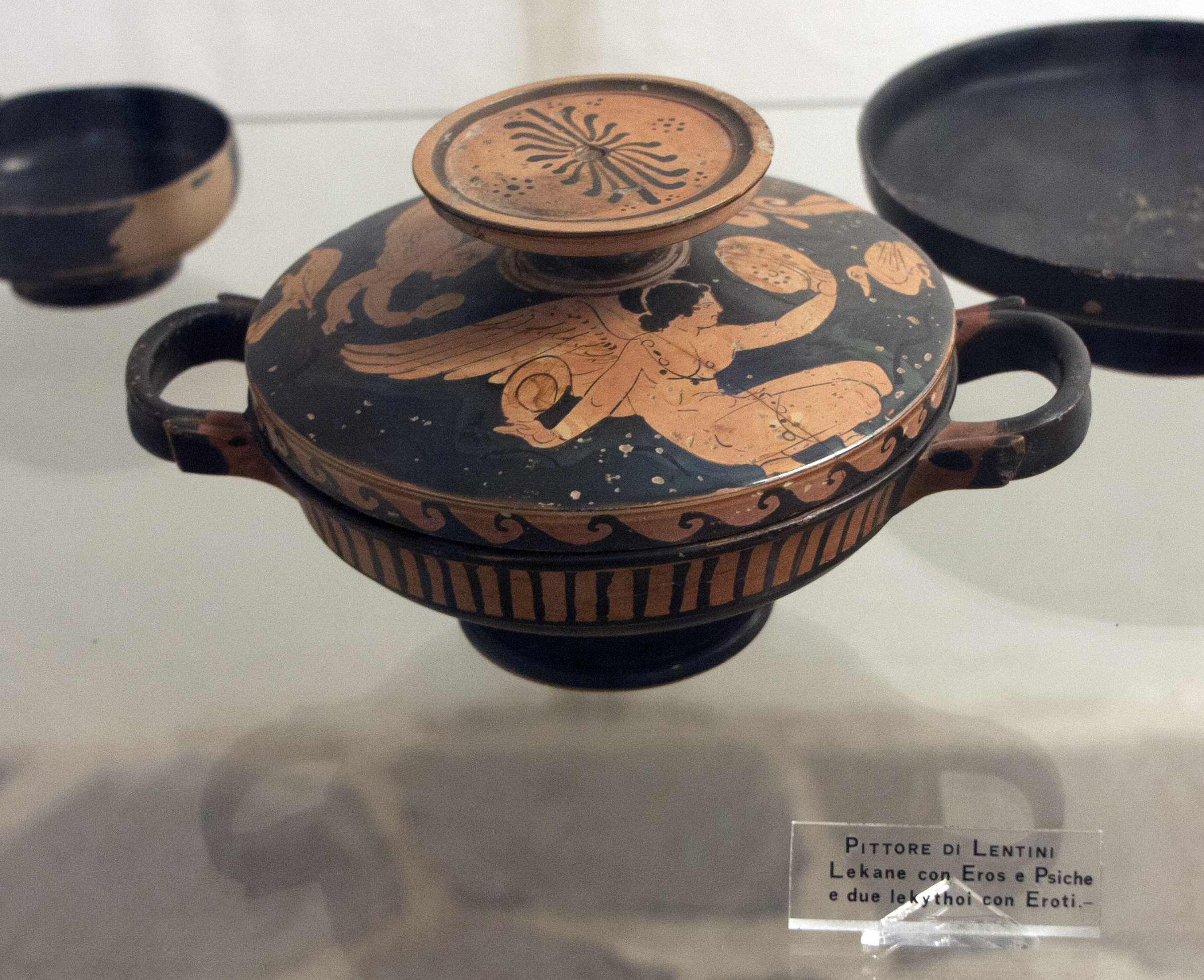
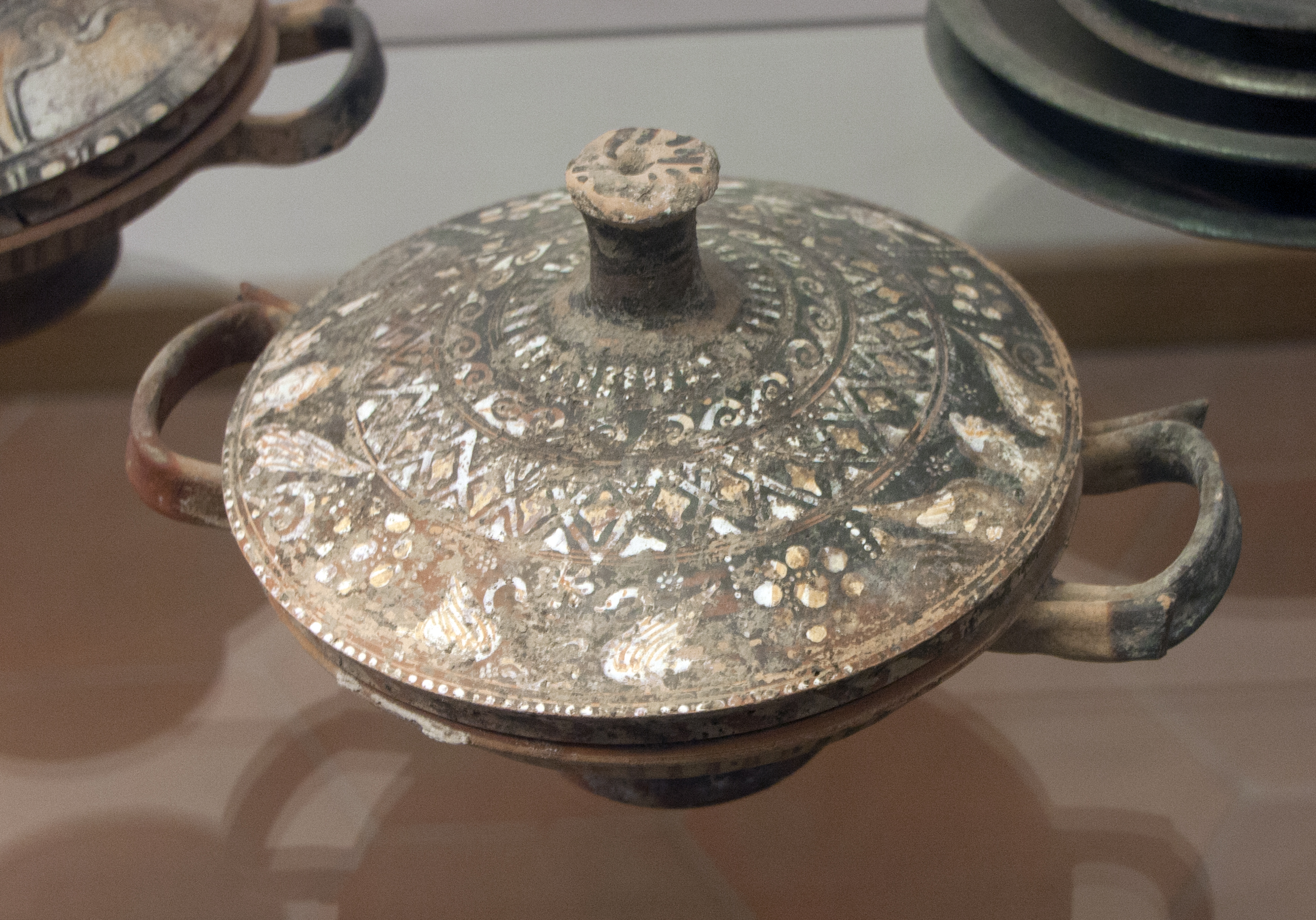

- Sala XXVI: l'Ellenismo maturo, le età romana repubblicana e romana imperiale, medievale e moderna.

Produzioni della Zecca di Lipari. Anelli, pendenti, orecchini, collane, diademi.
- Sala XXVII: archeologia sottomarina.

Ancore, anfore, vasellame. Materiali provenienti da naufragi presso la baia di Pignataro di Fuori a Lipari, relitto presso lo scoglio di Dattilo a Panarea, relitto di Capo Graziano a Filicudi, relitto della Secca di Capistello a Lipari, relitto Alberti delle Formiche di Panarea, relitto di punta Crepazza.
- Sezione di Milazzo.[7]

Necropoli del predio Caravello, necropoli protovillanoviana, necropoli di età greca.

### Epigrafica
Sale XI - XV: Epigrafia, sezione illustrata nel giardino e padiglione epigrafico ubicato nella struttura posta a levante rispetto al palazzo vescovile.
La raccolta comprende sarcofagi, iscrizioni, cippi, steli funerarie.

### Delle Isole minori
Padiglione preistoria delle isole minori, ubicato nella struttura posta a ponente rispetto al palazzo vescovile, lato nord.
L'esposizione segue pressappoco lo stesso ciclo di culture della preistorica di Lipari.

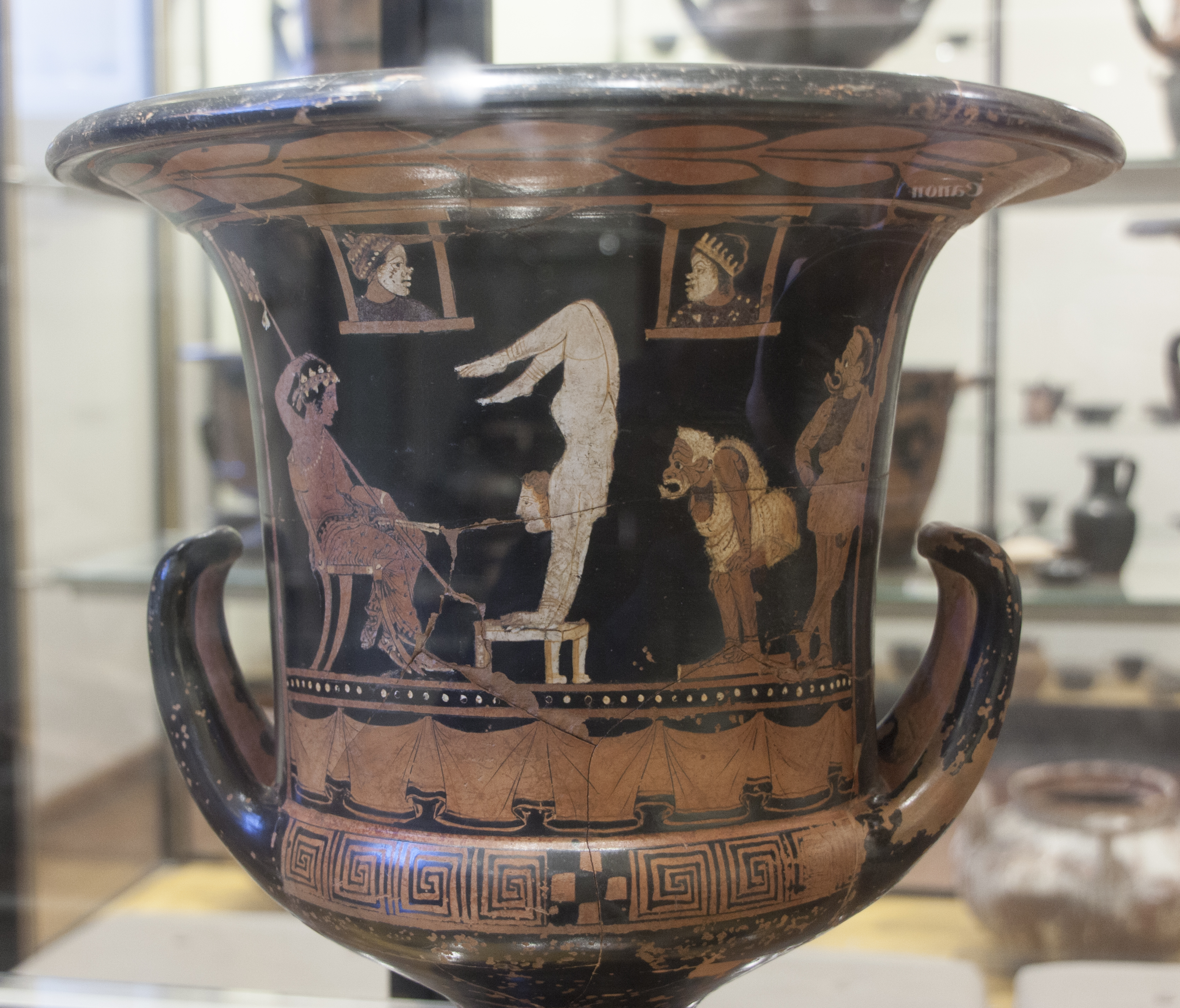
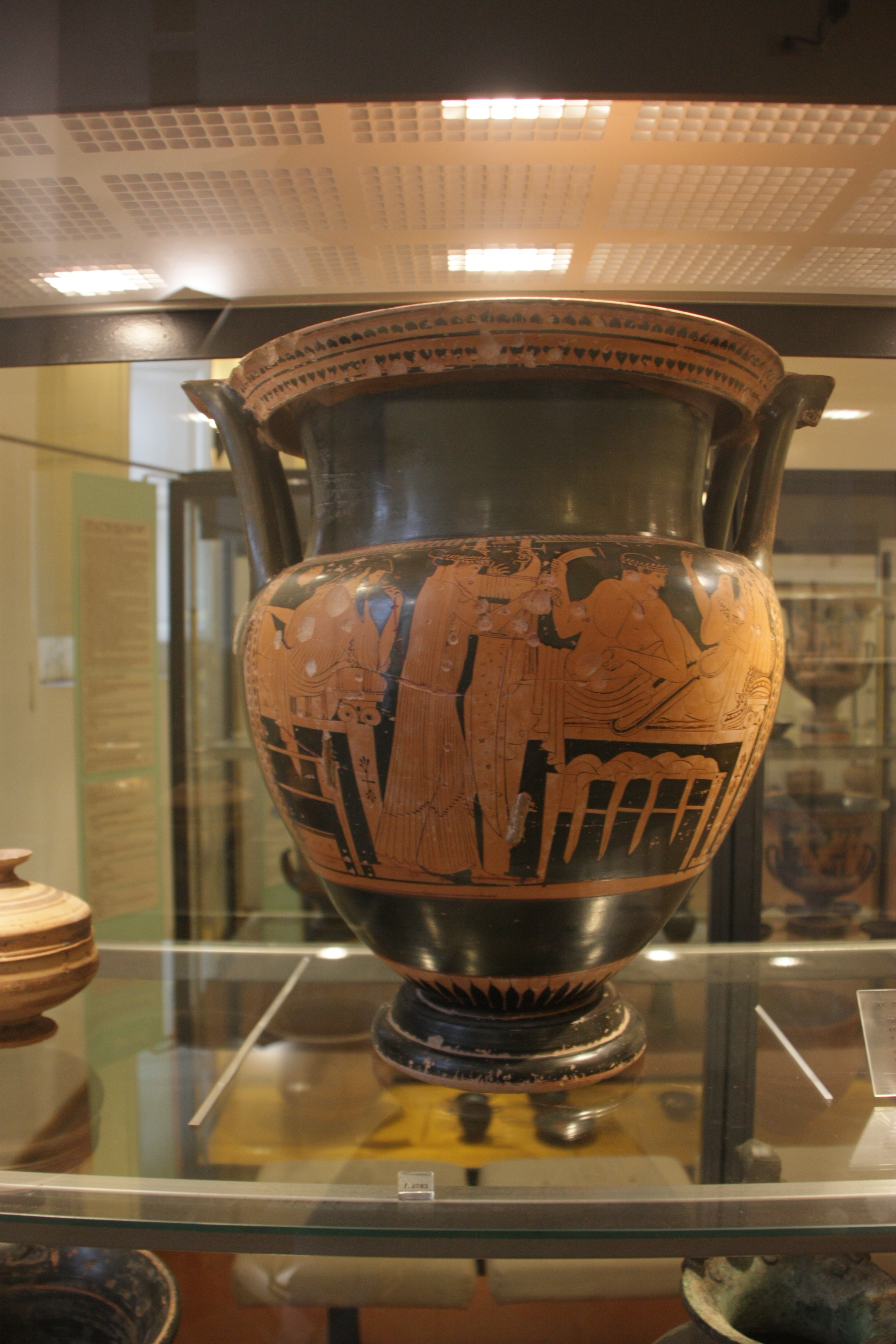
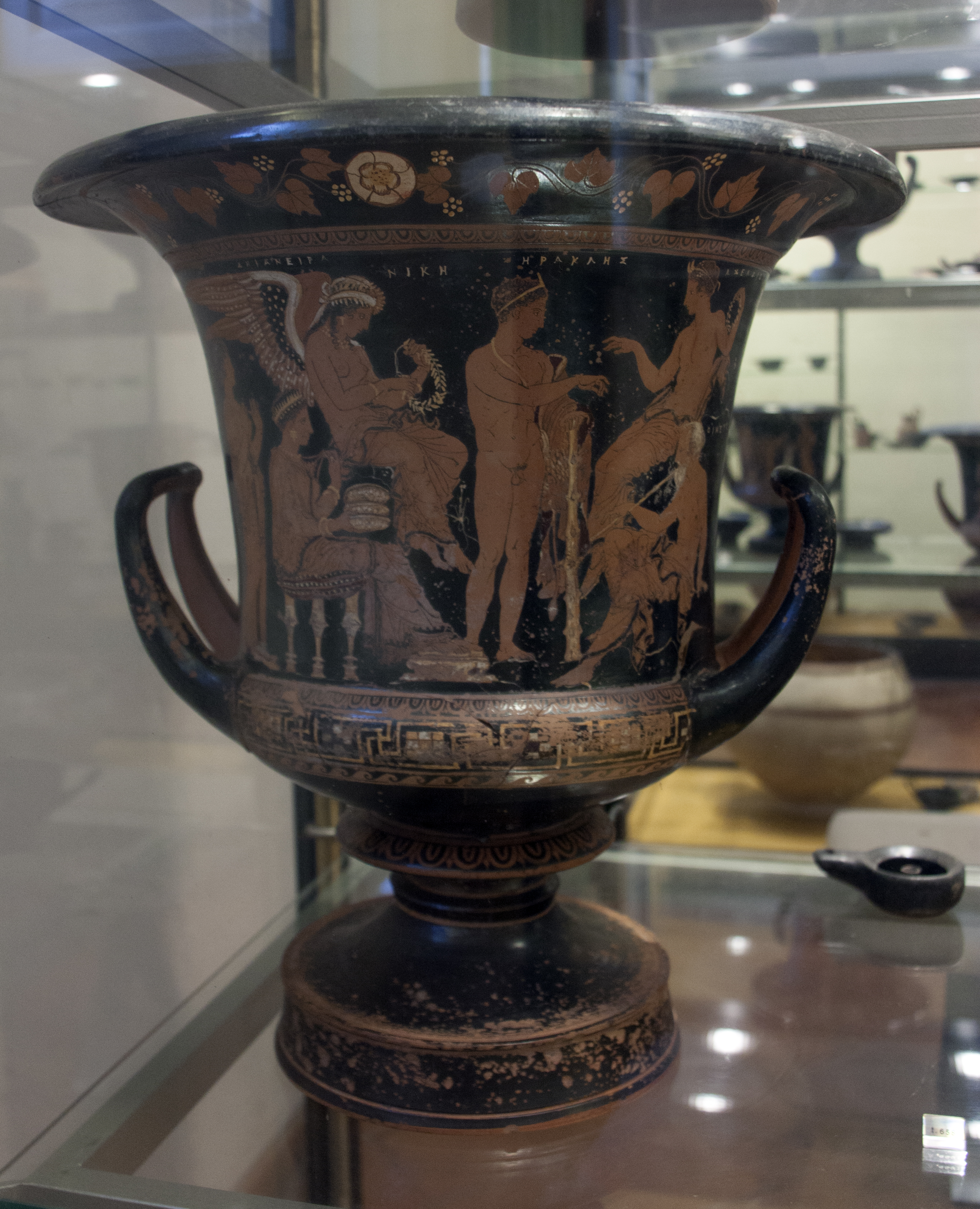
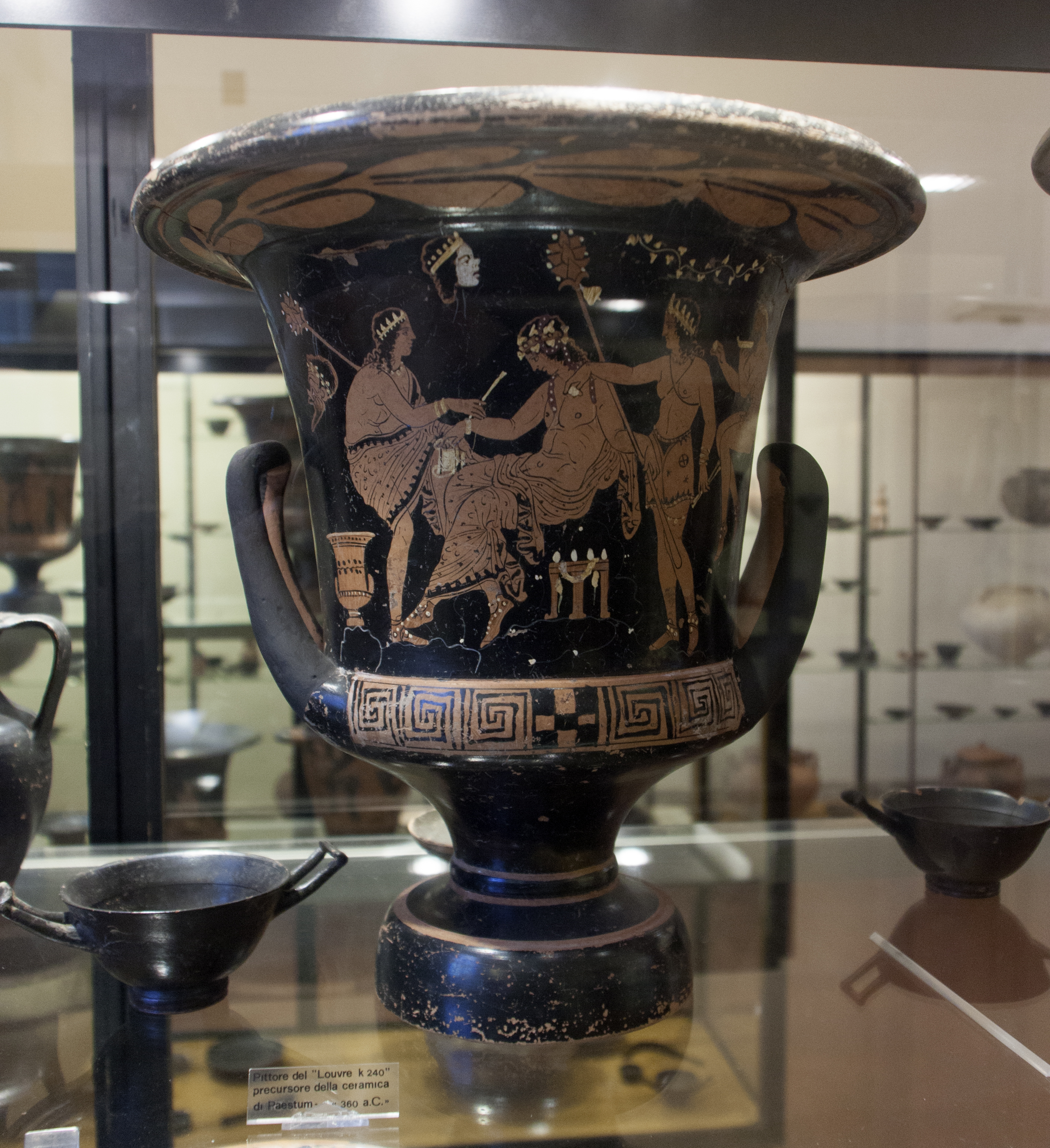
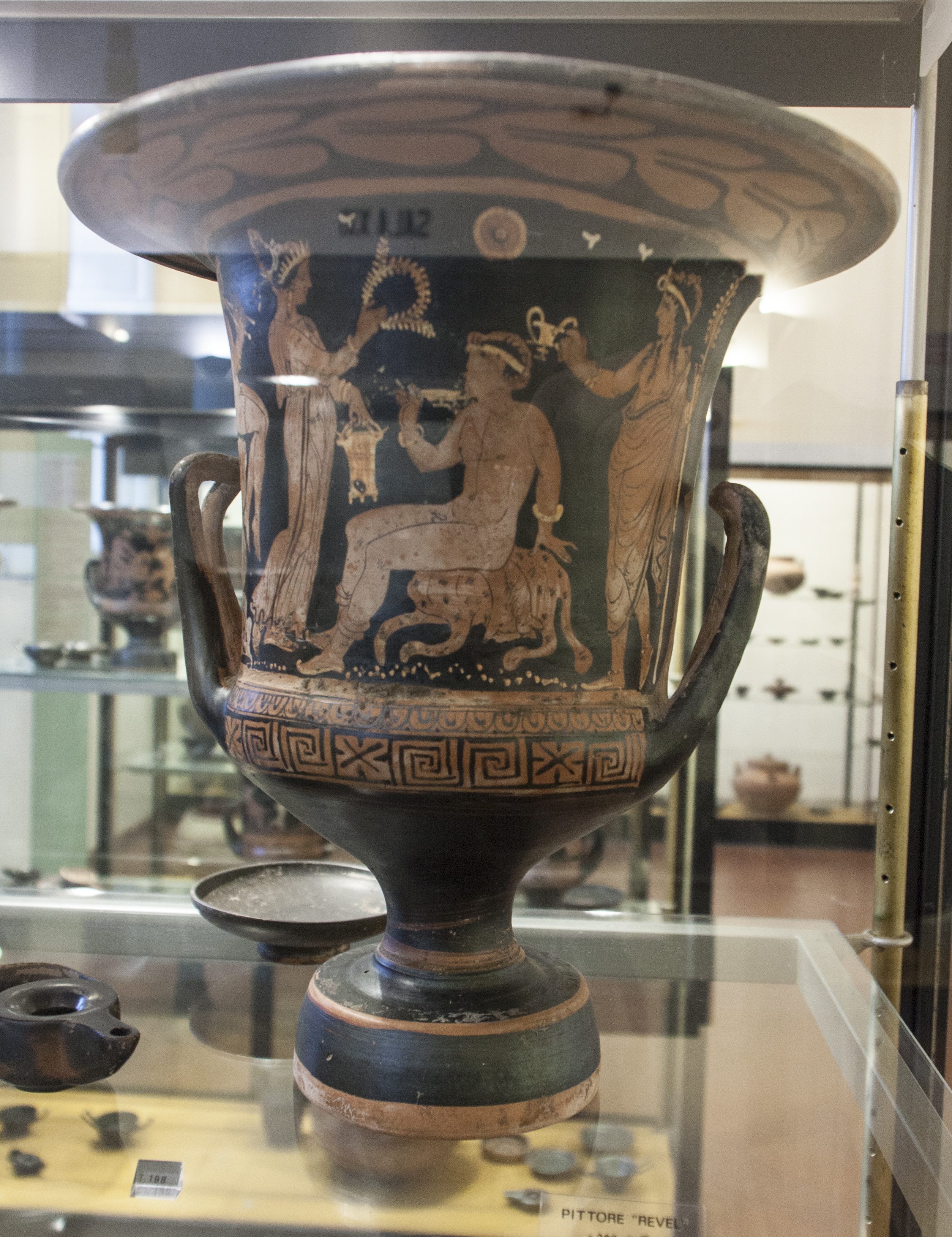
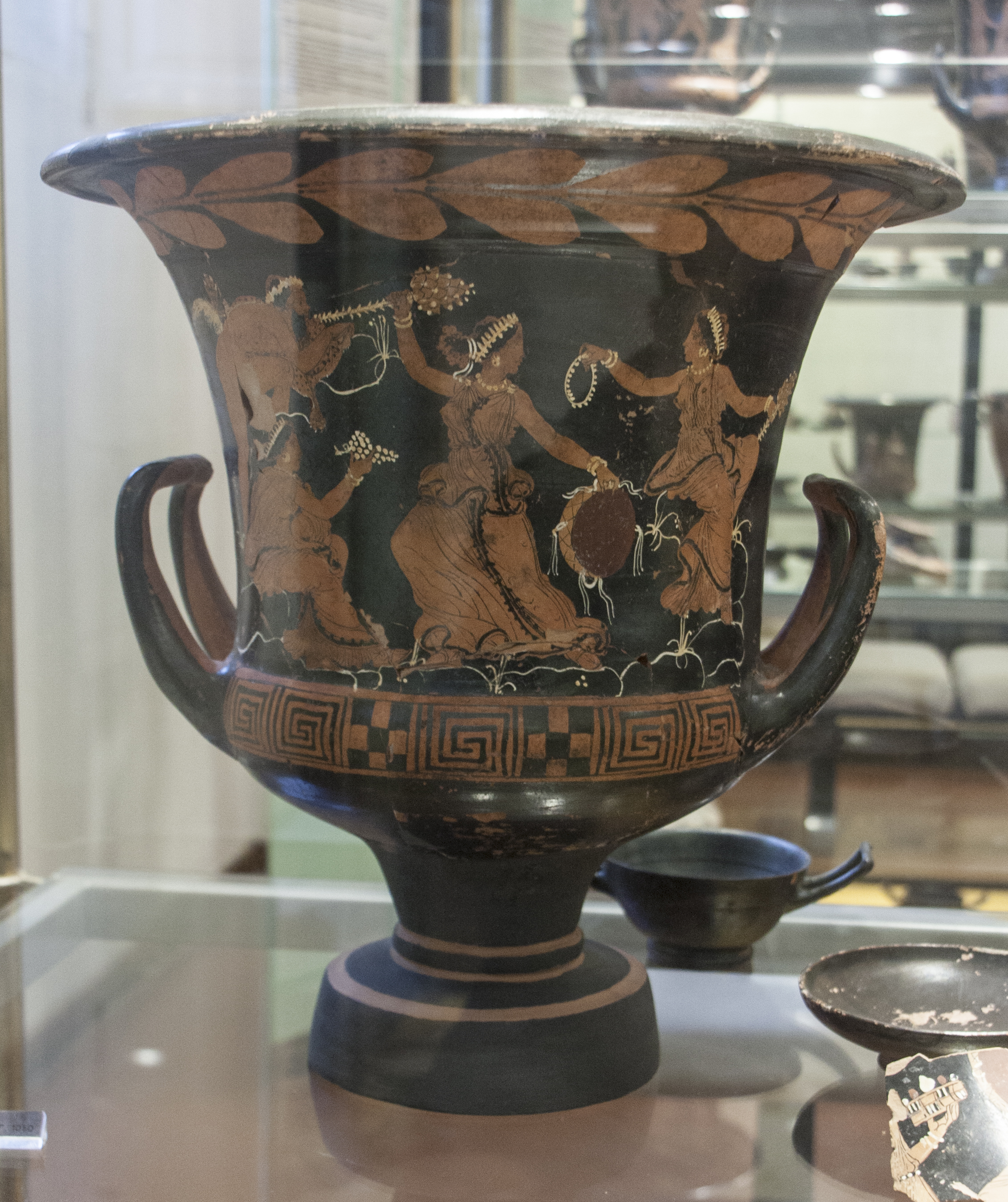

### Vulcanologica
Padiglione vulcanologia delle isole minori, ubicato nella struttura intitolata al vulcanologo Alfred Rittman, edificio posto a ponente rispetto al palazzo vescovile, lato sud.
Vulcanologia generale, vulcanologia cosmica, vulcanologia sottomarina, rischio vulcanico. Vulcanologia eoliana, caratteri morfologici e geologici delle isole.

### Paleontologica
Paleontologia.

## La tazza di Filo Braccio

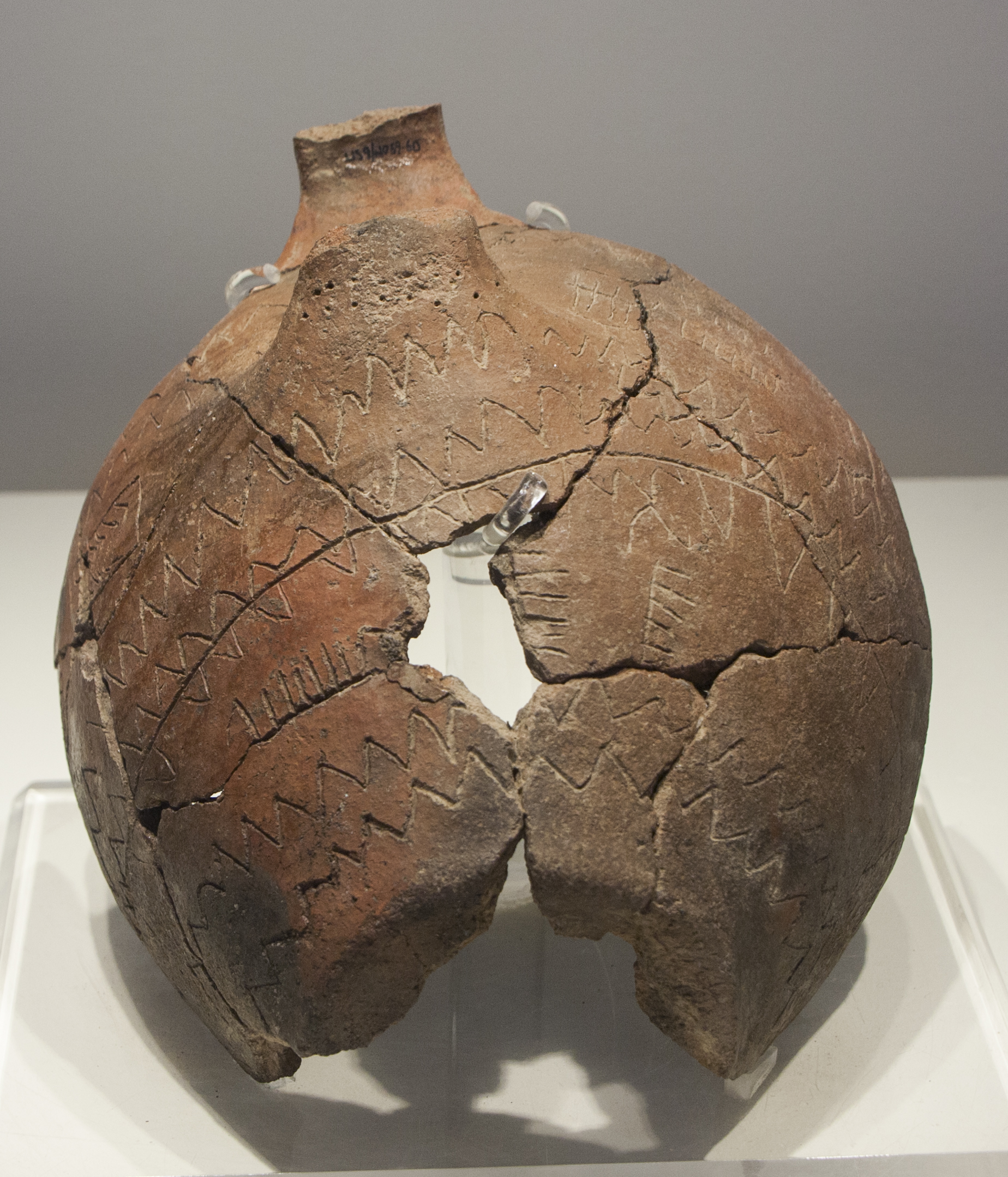
La tazza di Filo Braccio

Dal villaggio di Filo Braccio proviene uno dei più interessanti reperti di tutta la cultura dell'età del bronzo, nelle Eolie detta di Capo Graziano. Si tratta di una tazza con decorazioni incise, rinvenuta presso la capanna F. L'importanza di questa tazza risiede nel fatto che probabilmente è uno dei più antichi esempi di raffigurazione della preistoria italiana (Graziano I). Per quanto faccia parte della cosiddetta cultura di Capo Graziano si può dire che si discosta rispetto ai comuni reperti e trova confronto grafico in un elemento decorativo inciso in un vaso scoperto a Lipari loc. Pignataro di fuori, nel quale è segnato un incrocio di linee forse raffigurazione della divisione dello spazio celeste e terrestre. Il disegno di Filicudi rappresenta un insieme di linee che secondo alcuni autori può raffigurare una figura umana a braccia aperte, in cui sarebbe possibile notare anche le membra e il corpo. Secondo altri potrebbe essere un'immagine di un panorama con un elemento lineare, quale limite o approdo. Chiaramente l'intera rappresentazione è stilizzata, così come le onde del mare rappresentate con delle linee a zig-zag e, forse, delle barche formate da linee orizzontali con altre minori verticali. Nel caso della lettura della figura non è chiaro chi sia rappresentato, se un uomo o una divinità, se le barche partono o arrivano, tuttavia è importante dire che è l'unico esempio di rappresentazione complessa, rispetto alle semplici linee di decorazione che troviamo nelle ceramiche anche della seconda fase di Capo Graziano e del Bronzo medio.

## Galleria d'immagini

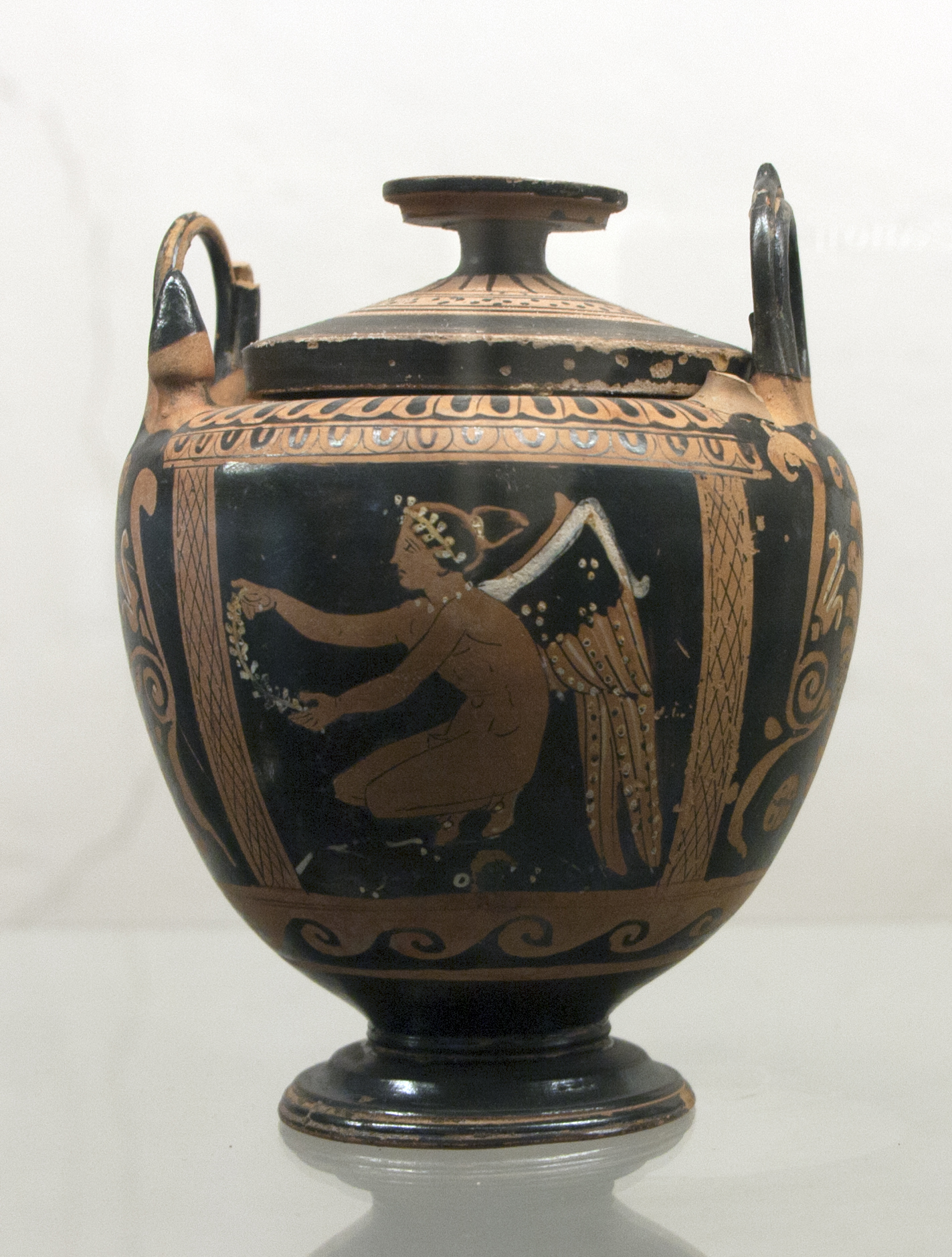
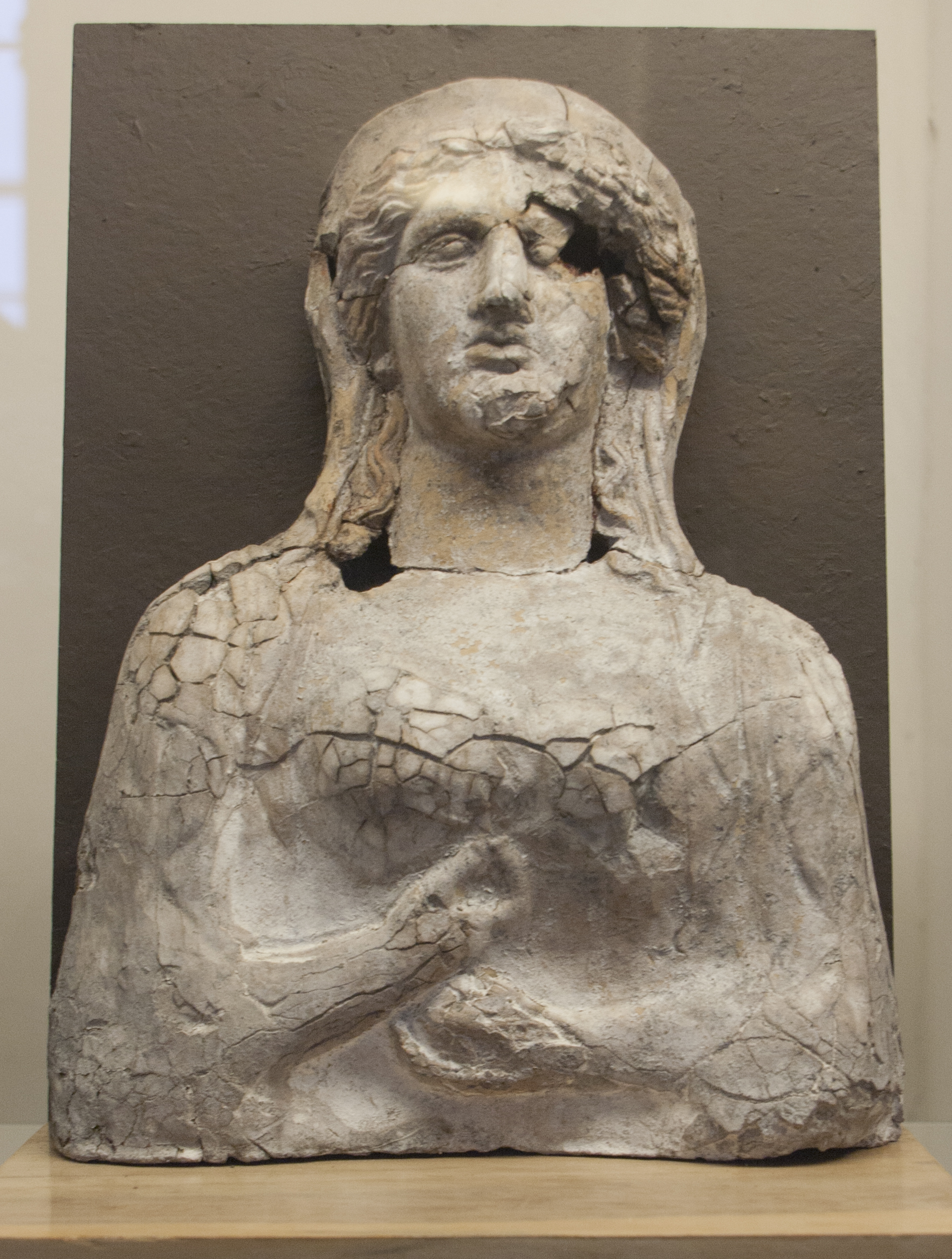
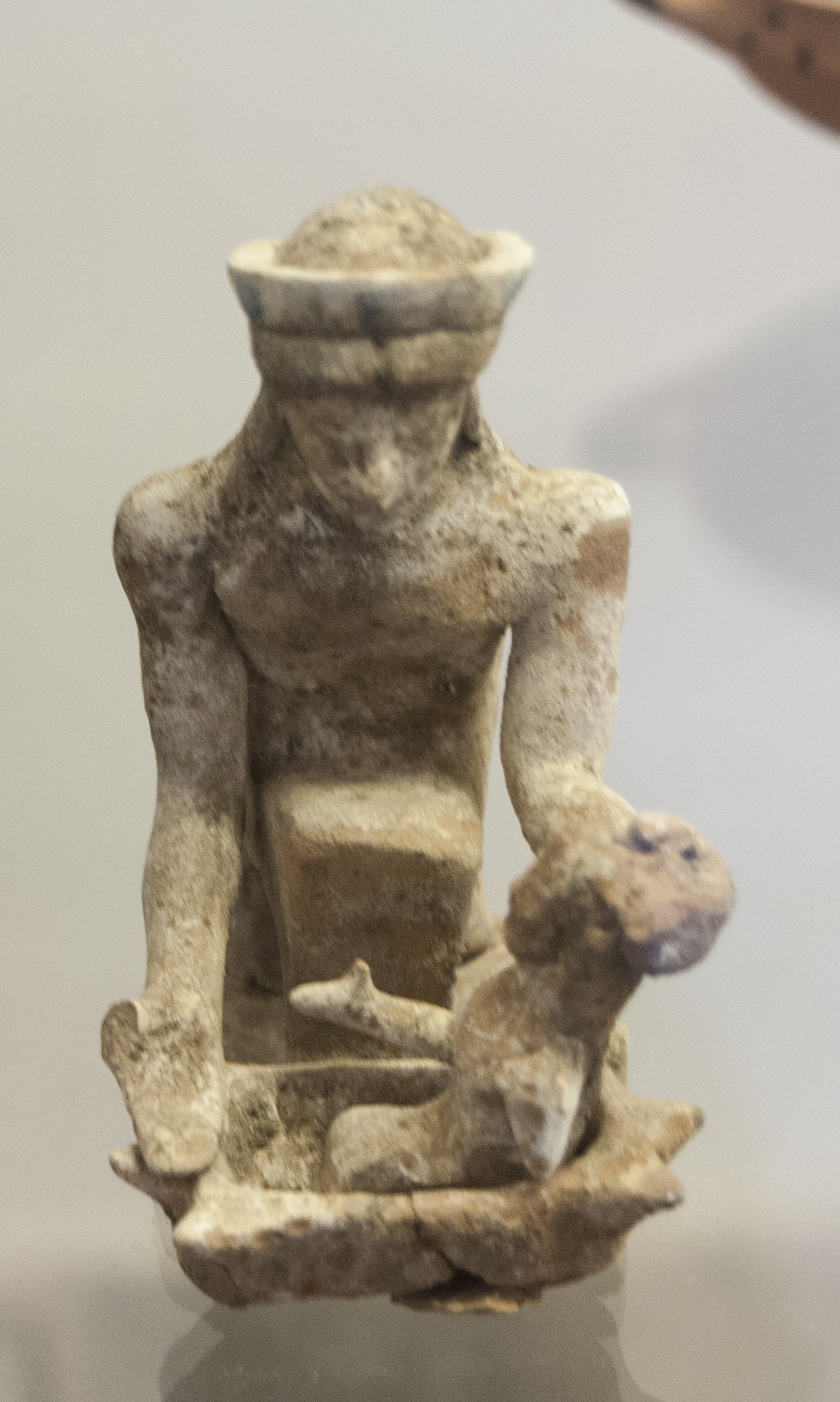
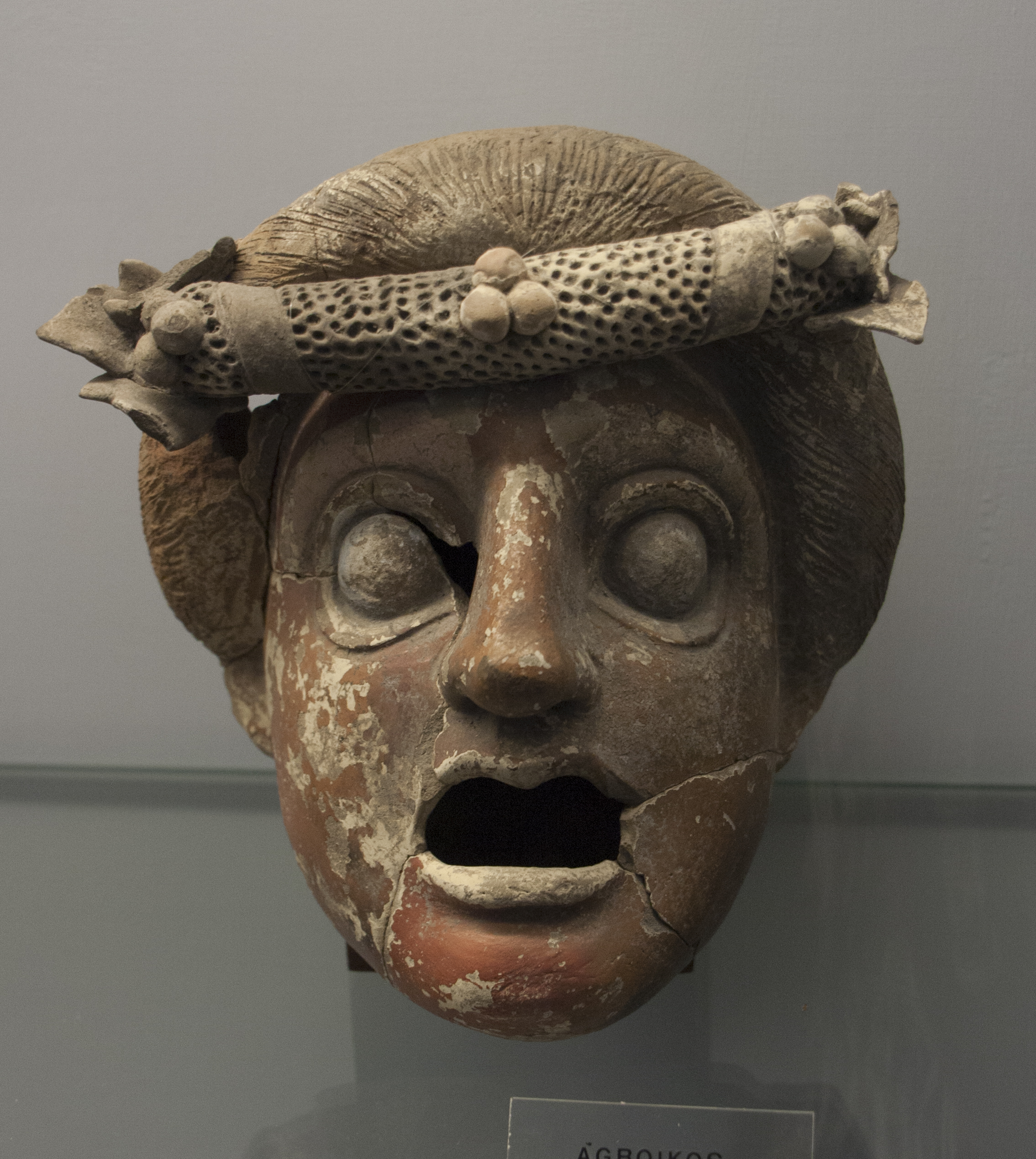
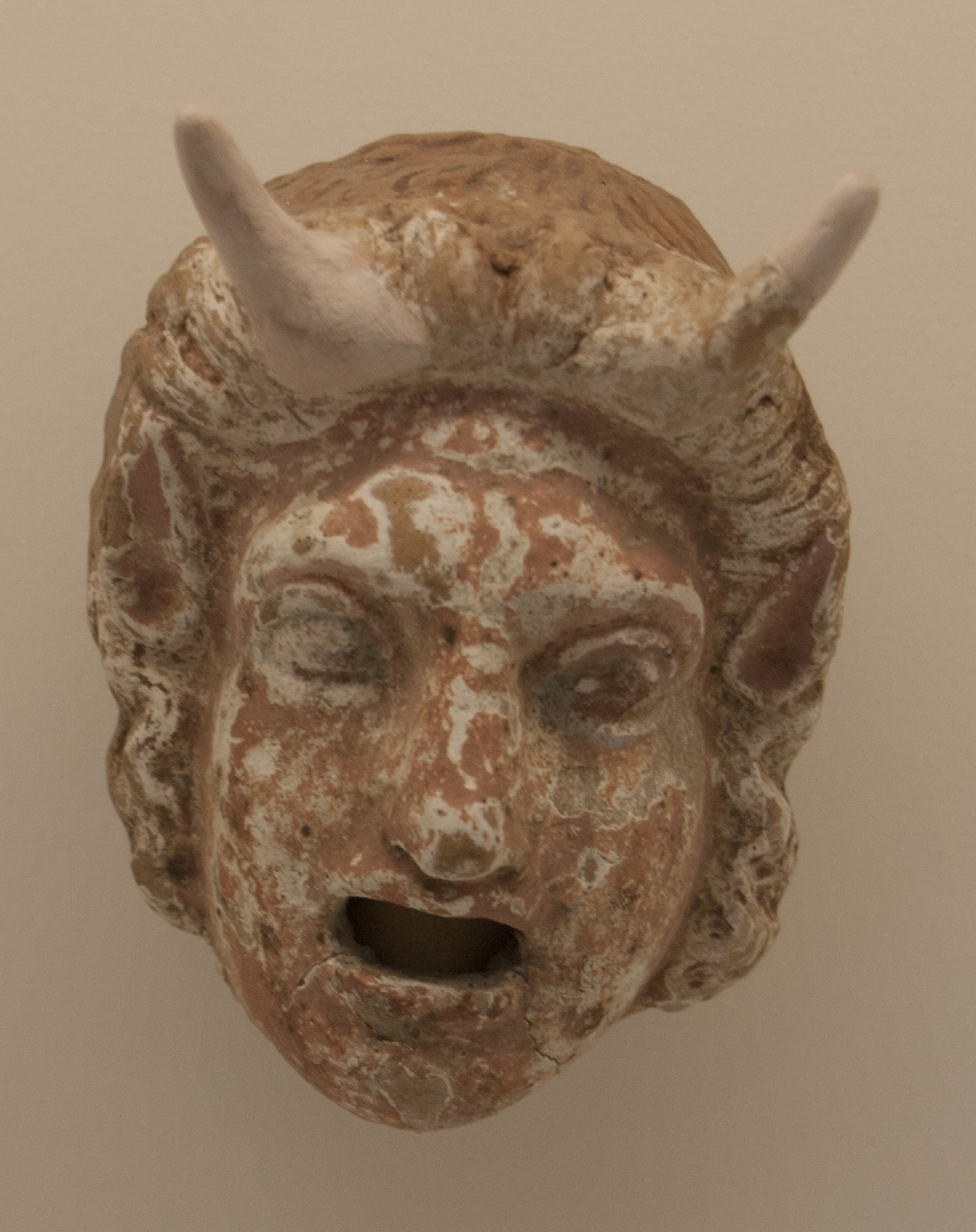
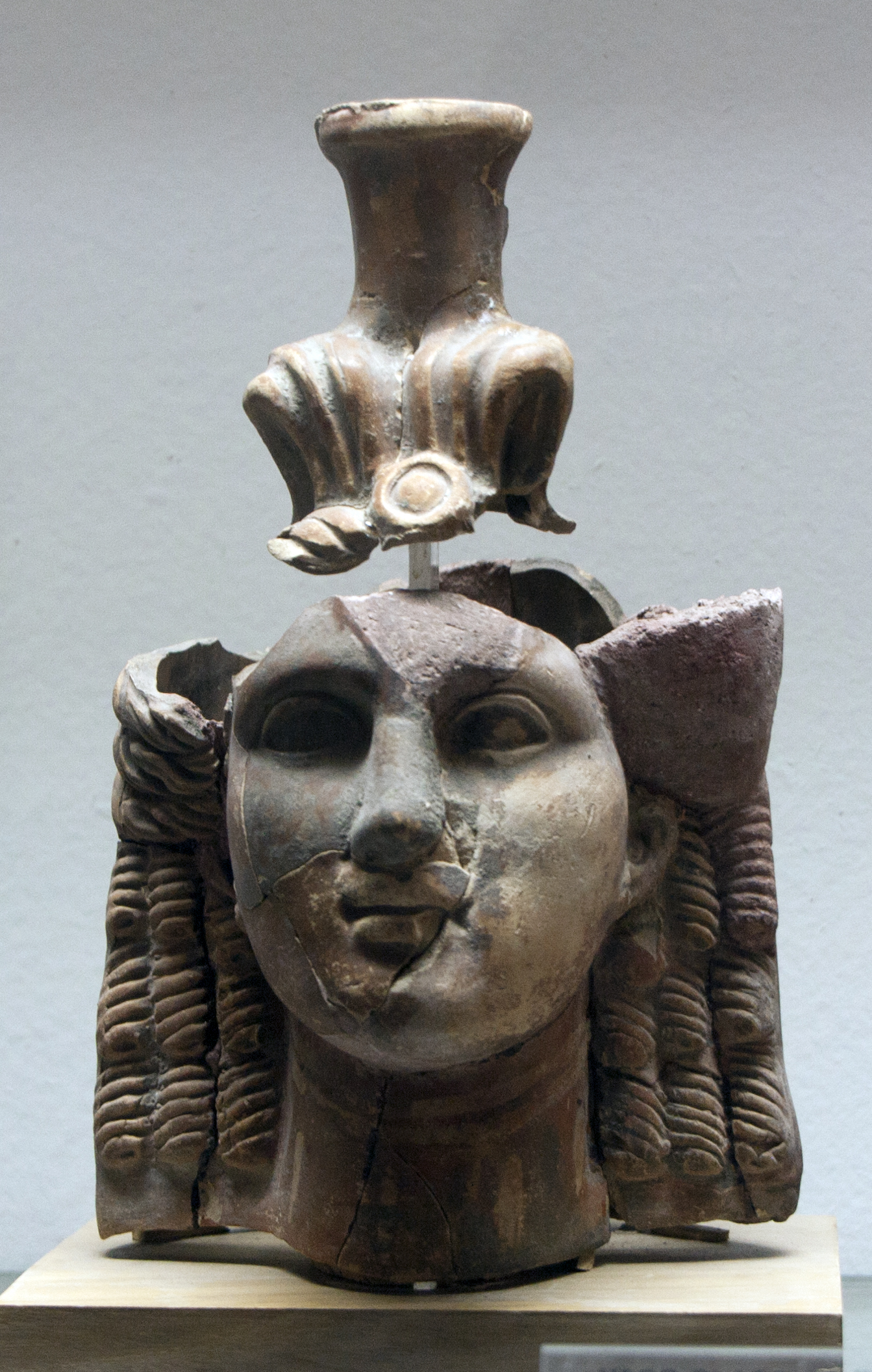
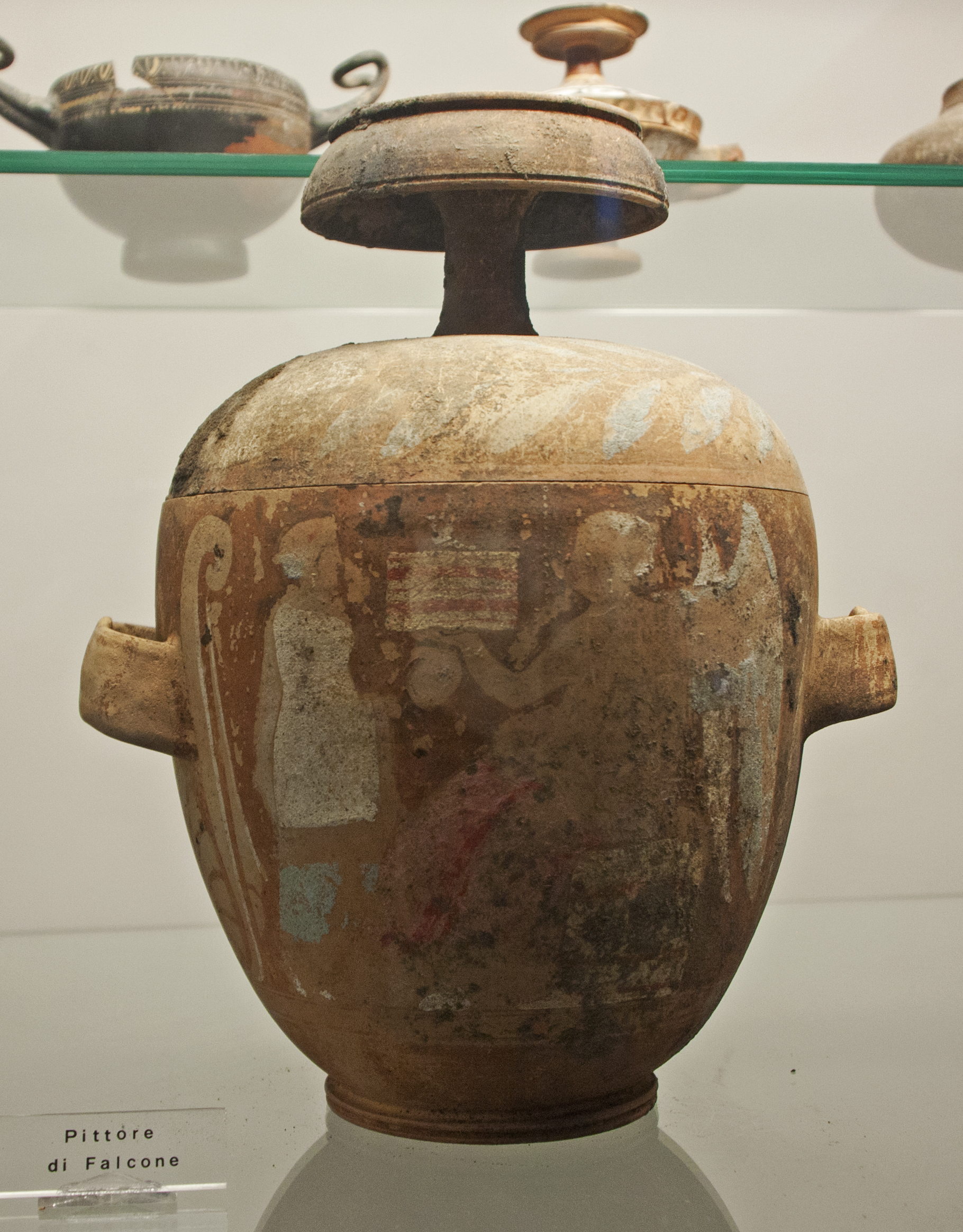